# Пак Чи Сун
Пак Чи Сун, другой вариант — Пак Чи-Сун (22 ноября 1908 года, Ольгинский уезд, Приморская область, Приамурский край, Российская империя — 15 июня 1994 года) — звеньевой колхоза «Правда» Верхне-Чирчикского района Ташкентской области, Узбекская ССР. Герой Социалистического Труда (1951).

## Биография
Родился в 1908 году в крестьянской семье в одном из сельских населённых пунктов Ольгинского уезда. Окончил 4 класса местной начальной школы. С 1933 года — рядовой колхозник колхоза «Коммунистический путь» Сучанского района. В 1937 году депортирован на спецпоселение в Верхне-Чирчикский район Ташкентской области, Узбекская ССР. С 1938 года — рядовой колхозник, звеньевой полеводческого звена, заведующим складом колхоза «Правда» Верхне-Чирчикского района.
В 1950 году звено Пак Чи Суна собрало в среднем с каждого гектара по 85,4 центнера зеленцового стебля кенафа на участке площадью 16 гектаров. Указом Президиума Верховного Совета СССР от 17 июля 1951 года удостоен звания Героя Социалистического Труда с вручением ордена Ленина и золотой медали «Серп и Молот».
Трудился в колхозе до выхода на пенсию. Персональный пенсионер союзного значения.
Скончался в июне 1994 года. Похоронен на кладбище бывшего колхоза «Правда» Верхне-Чирчикского района (сегодня — фермерское хозяйство «Гулистан» Юкарычирчикского района).
Награды
- Герой Социалистического Труда
- Орден Ленина
- Медаль «За доблестный труд в Великой Отечественной войне 1941—1945 гг.»